# 台灣飛機維修公司
台灣飛機維修股份有限公司，簡稱台飛、TAMECO，總部位於中華民國桃園市大園區，是中華航空投資新臺幣13.5億元成立。以臺灣桃園國際機場為根據地的飛機維修公司，於2019年3月展開營運，經營方向持續調整。  

## 歷史

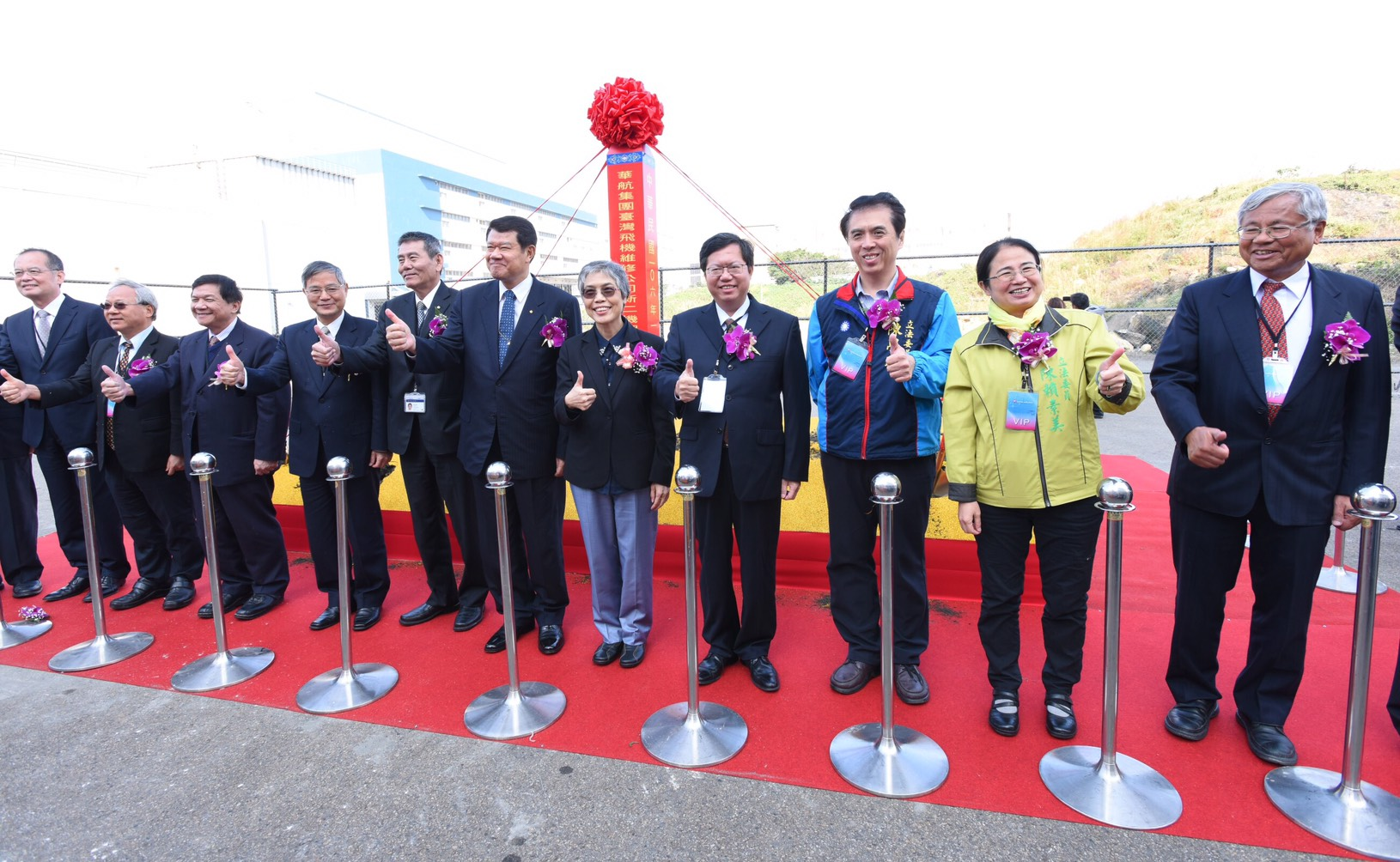
桃園市長鄭文燦及中華航空董事長何煖軒等人為新2機棚廠動土。

看好全球航機維修市場將自2014年的新台幣1.73兆規模擴展到2024年的2.61兆規模，中華航空於2014年8月13日宣布在原有的飛機維修部門外，挹注13.5億資本成立一間獨立的飛機修護公司，中華航空認為除了可以滿足本身的需求外、增加營運彈性外，也能作為中華航空新的獲利來源。
在這樣的契機下，以臺灣桃園國際機場為根據地的台灣飛機維修公司遂於2015年1月16日正式設立:29，並於2017年1月10日動土興建「新2機棚廠」。中華航空在2015年的企業年報中指出初期以波音777、波音737、空中巴士A320及空中巴士A350機型為市場的台灣飛機修護公司於2018年10月展開營運:29，並於5年之內達到損益兩平。

## 軼聞
中華航空修護工廠企業工會質疑，中華航空不思提升既有員工素質、待遇，另行成立台灣飛機維修公司，將造成中華航空既有2000名修護員工的工作權利受損；在工會質疑後，隨即傳出工會幹部遭到懲處的訊息，引發立法委員段宜康批評「行政院和交通部什麼時候才要換人？」，中華航空則澄清懲處並非事實，其總經理張有恆还強調員工的工作權利將不受影響。

## 外部連結
- 台灣飛機維修股份有限公司官方網站 （页面存档备份，存于）
- Tameco 臺灣飛機維修股份有限公司的Facebook專頁